# Коростели (Горожанская волость, у д. Раменье)
Коростели — деревня в Новосокольническом районе Псковской области России. Входит в состав  Насвинской волости.

## География
Расположена в 25 км к северо-западу от города Новосокольники, в 11 км к юго-западу от бывшего волостного центра, деревни Горожане и в 4 км к северо-западу от деревни Раменье.

## Население
| 2001 | 2002 | 2010 |
| ---- | ---- | ---- |
| 0    | ↗4   | ↘2   |

Численность населения деревни по состоянию на 2000 год составляла 0 человек.

## История
С января 1995 до декабря 2006 года деревня входила в состав ныне упразднённой Раменской волости, с января 2006 до апреля 2015 года деревня входила в состав бывшей Горожанской волости.